# Wilhelm Hofmeister

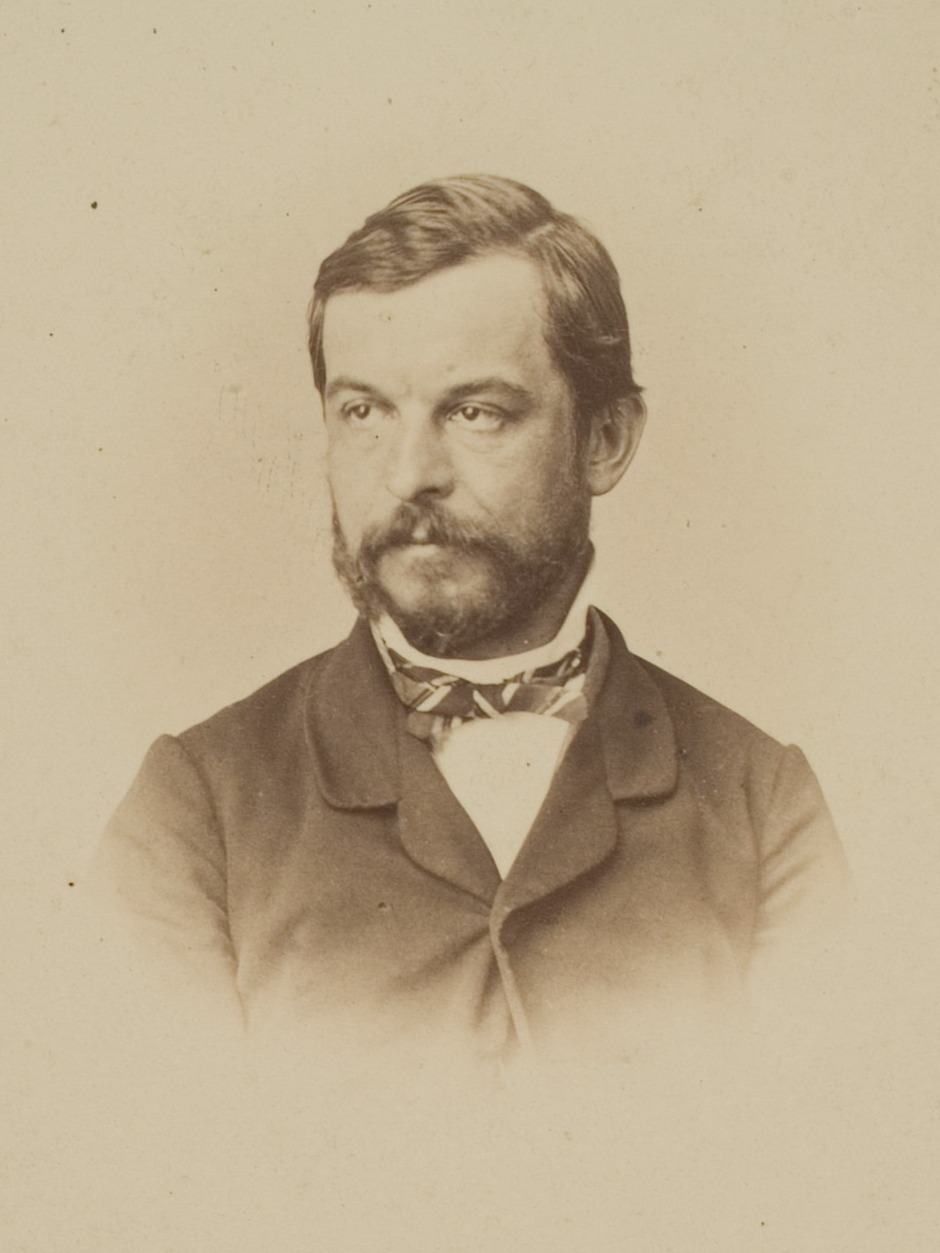
Wilhelm Hofmeister

Wilhelm Friedrich Benedict Hofmeister, född 18 maj 1824 i Leipzig, död 12 januari 1877 i Lindenau, var en tysk botaniker.
Hofmeister blev 1863 professor i botanik i Heidelberg och 1872 i Tübingen. Hans vetenskapliga undersökningar rörde sig väsentligen om växternas befruktning och utvecklingshistoria (Die Entstehung des Embryo der Phanerogamen, 1849, Vergleichende Untersuchungen der Keimung, Entfaltung und Fruchtbildung höherer Kryptogamen und der Samenbildung der Coniferen, 1851). Tillsammans med Heinrich Anton de Bary och Julius von Sachs utgav han "Handbuch der physiologischen Botanik", i vilken han själv skrev första bandet: Die Lehre von der Pflanzenzelle och Allgemeine Morphologie der Gewächse (1867-68). Han invaldes som utländsk ledamot av svenska Vetenskapsakademien 1869.
Auktorsnamnet Hofmeist. kan användas för Wilhelm Hofmeister i samband med ett vetenskapligt namn inom botaniken; se Wikipediaartiklar som länkar till auktorsnamnet.